# Eucoptacra
Eucoptacra is een geslacht van rechtvleugeligen uit de familie veldsprinkhanen (Acrididae). De wetenschappelijke naam van dit geslacht is voor het eerst geldig gepubliceerd in 1902 door Ignacio Bolívar.

## Soorten
Het geslacht Eucoptacra omvat de volgende soorten:
- Eucoptacra abbreviata Ingrisch, Willemse & Shishodia, 2004
- Eucoptacra anguliflava Karsch, 1893
- Eucoptacra basidens Chapman, 1960
- Eucoptacra bicornis Baccetti, 2004
- Eucoptacra bidens Uvarov, 1953
- Eucoptacra binghami Uvarov, 1921
- Eucoptacra borneensis Willemse, 1962
- Eucoptacra brevidens Uvarov, 1953
- Eucoptacra ceylonica Kirby, 1914
- Eucoptacra exigua Bolívar, 1912
- Eucoptacra gowdeyi Uvarov, 1923
- Eucoptacra granulata Mason, 1979
- Eucoptacra inamoena Walker, 1871
- Eucoptacra incompta Walker, 1871
- Eucoptacra kwangtungensis Tinkham, 1940
- Eucoptacra minima Ramme, 1941
- Eucoptacra motuoensis Yin, 1984
- Eucoptacra nana Uvarov, 1953
- Eucoptacra paupercula Kirby, 1902
- Eucoptacra poecila Uvarov, 1939
- Eucoptacra praemorsa Stål, 1861
- Eucoptacra sheffieldi Bolívar, 1912
- Eucoptacra signata Bolívar, 1889
- Eucoptacra similis Uvarov, 1953
- Eucoptacra spathulacauda Jago, 1966
- Eucoptacra torquata Bolívar, 1912
- Eucoptacra turneri Miller, 1932